# یواس‌اس بنفیش (اس‌اس-۵۸۲)
یواس‌اس بنفیش (اس‌اس-۵۸۲) (به انگلیسی: USS Bonefish (SS-582)) یک زیردریایی بود که طول آن ۲۱۹ فوت ۶ اینچ (۶۶٫۹۰ متر) بود. این زیردریایی در سال ۱۹۵۸ ساخته شد.